# Lemat Zassenhausa
Lemat Zassenhausa (także: lemat motyla) – techniczny wynik teorii grup dotyczący kraty podgrup danej grupy, w uogólnieniach również kraty podmodułów ustalonego modułu lub, ogólnie, dowolnej kraty modularnej. „Motyla” można dojrzeć na diagramie Hassego grup biorących udział w twierdzeniu.
Hans Julius Zassenhaus udowodnił lemat, mając na celu podanie czytelniejszej postaci dowodu twierdzenia Shreiera; można go też uzyskać z ogólniejszego wyniku znanego jako twierdzenie Goursata dla rozmaitości Goursata (których przykładem są grupy), wykorzystując prawo modularności Dedekinda. Twierdzenie zachodzi w szczególności również dla grup z operatorami: w sformułowaniu wystarczy zamienić podgrupy normalne na podgrupy stabilne.

## Lemat

Diagram Hassego do lematu Zassenhausa obrazujący określenie „lemat motyla” (niestandardowo większe podgrupy znajdują się na dole diagramu, a mniejsze – na górze).

Niech {\displaystyle G} będzie grupą, a {\displaystyle A} oraz {\displaystyle C} jej podgrupami; ponadto niech {\displaystyle B\trianglelefteq A} oraz {\displaystyle D\trianglelefteq C} będą podgrupami normalnymi, wówczas
{\displaystyle B(A\cap D)\trianglelefteq B(A\cap C)\quad {\text{oraz}}\quad D(B\cap C)\trianglelefteq D(A\cap C)}
i ma miejsce izomorfizm
{\displaystyle B(A\cap C){\big /}B(A\cap D)\simeq D(A\cap C){\big /}D(B\cap C).}

## Dowód
Niech {\displaystyle {\widehat {UV}}:=U\cap V.} Ponieważ {\displaystyle B\trianglelefteq A,} to {\displaystyle B\cap C\trianglelefteq A\cap C,} czyli {\displaystyle {\widehat {BC}}\trianglelefteq {\widehat {AC}};} podobnie dla {\displaystyle C\trianglelefteq D} jest {\displaystyle {\widehat {AD}}\trianglelefteq {\widehat {AC}}.} Jako że {\displaystyle {\widehat {BC}}\trianglelefteq {\widehat {AC}}} oraz {\displaystyle {\widehat {AD}}\trianglelefteq {\widehat {AC}},} zapisując dla zwięzłości {\displaystyle E={\widehat {BC}}\,{\widehat {AD}}={\widehat {AD}}\,{\widehat {BC}},} to zachodzi {\displaystyle E\trianglelefteq {\widehat {AC}}} (jako iloczyn prosty, zob. iloczyn kompleksowy).
Ponieważ {\displaystyle E\trianglelefteq {\widehat {AC}}\leqslant A} oraz {\displaystyle B\trianglelefteq A,} to
{\displaystyle BE\trianglelefteq B{\widehat {AC}}\quad {\text{oraz}}\quad B{\widehat {AC}}/BE\simeq {\widehat {AC}}/E(B\cap {\widehat {AC}}).\qquad (1)}
Teraz {\displaystyle BE=B({\widehat {BC}}\,{\widehat {AD}})=(B{\widehat {BC}}){\widehat {AD}}=B{\widehat {AD}}} oraz {\displaystyle E(B\cap {\widehat {AC}})=E} (ponieważ {\displaystyle B\cap {\widehat {AC}}={\widehat {BC}}\subseteq E}), a więc z (1) wynika
{\displaystyle B{\widehat {AD}}\trianglelefteq B{\widehat {AC}}\quad {\text{oraz}}\quad B{\widehat {AC}}/B{\widehat {AD}}\simeq {\widehat {AC}}/E.\qquad (2)}
Powtarzając to samo rozumowanie dla {\displaystyle A,B} zastąpionymi odpowiednio {\displaystyle C,D,} uzyskuje się
{\displaystyle D{\widehat {BC}}\trianglelefteq D{\widehat {AC}}\quad {\text{oraz}}\quad D{\widehat {AC}}/D{\widehat {BC}}\simeq {\widehat {AC}}/E.\qquad (3)}
Teza wynika z połączenia (2) oraz (3).